# Medal Ocalałych 1916
Medal Ocalałych 1916 (irl. An Bonn Marthanóirí, ang. The 1916 Survivors’ Medal – irlandzkie pamiątkowe odznaczenie wojskowe.

## Historia
Odznaczenie zostało ustanowione w 1966 roku, dla upamiętnienia 50 rocznicę powstania wielkanocnego.

## Zasady nadawania
Odznaczenie to nadawane żyjącym w chwili jego ustanowienia uczestnikom powstania wielkanocnego, dla ich wyróżnienia i przypomnienia ich zasług w walce o uzyskanie przez Irlandię niepodległości.
(medal z okuciem) tego medalu nadawana była uczestnikom działań bojowych i walk partyzanckich w okresie od 1 kwietnia 1920 do 11 lipca 1921 roku. 

## Opis odznaki
Odznaka odznaczenia jest oparta na ustanowionym w 1941 roku Medalu 1916, jest jednak wykonana ze srebra i pozłacana, ma on średnicę 38 mm.
Awers odznaczenia jest identyczny jak odznaka Medalu 1916, tj. w środku przedstawiony jest rysunek przedstawiający śmierć legendarnego bohatera irlandzkiego Cúchulainna. Także otoczenie rysunku jest identyczne.
Na rewersie odznaczenia natomiast są dwie daty 1916 i 1966, a pomiędzy nimi napis w języku irlandzkim CÁISC (pol. Wielkanoc).
Medal zawieszony był na wstążce koloru zielonego, z dwoma pomarańczowymi szerokimi paskami po bokach i jednym białym paskiem pośrodku. Wstążka zawieszone jest na metalowej zawieszcze ozdobionej ornamentem celtyckim. 